# Travis Nicklaw
Travis Nicklaw (San Diego, 21 dicembre 1993) è un calciatore statunitense, centrocampista svincolato della nazionale guamana.

## Carriera

### Club
Ha giocato nella massima serie neozelandese, nella terza divisione islandese e tra la terza e la quarta divisione nordamericana (statunitense).

### Nazionale
Nel 2012 ha esordito in nazionale.

## Statistiche

### Cronologia presenze e reti in nazionale
| Cronologia completa delle presenze e delle reti in nazionale ― Guam | Cronologia completa delle presenze e delle reti in nazionale ― Guam | Cronologia completa delle presenze e delle reti in nazionale ― Guam | Cronologia completa delle presenze e delle reti in nazionale ― Guam | Cronologia completa delle presenze e delle reti in nazionale ― Guam | Cronologia completa delle presenze e delle reti in nazionale ― Guam | Cronologia completa delle presenze e delle reti in nazionale ― Guam | Cronologia completa delle presenze e delle reti in nazionale ― Guam |
| Data                                                                | Città                                                               | In casa                                                             | Risultato                                                           | Ospiti                                                              | Competizione                                                        | Reti                                                                | Note                                                                |
| ------------------------------------------------------------------- | ------------------------------------------------------------------- | ------------------------------------------------------------------- | ------------------------------------------------------------------- | ------------------------------------------------------------------- | ------------------------------------------------------------------- | ------------------------------------------------------------------- | ------------------------------------------------------------------- |
| 16-6-2015                                                           | Tamuning                                                            | Guam                                                                | 2 – 1                                                               | India                                                               | Qual. Mondiali 2018                                                 | 1                                                                   | 78’                                                                 |
| 11-6-2021                                                           | Sharja                                                              | Filippine                                                           | 3 – 0                                                               | Guam                                                                | Qual. Mondiali 2022                                                 | -                                                                   | 87’                                                                 |
| Totale                                                              |                                                                     | Presenze                                                            | 2                                                                   |                                                                     | Reti                                                                | 1                                                                   |                                                                     |